# 宋敞 (清朝)
宋敞（1701年—1778年），字蔚占，號靜山，江南蘇州府長洲縣人，清朝政治人物。

## 生平
宋敞來自蘇州長洲宋氏家族。曾祖宋學程為宋學朱弟；本生祖宋世瀧（原名德寀，字文森，號城南）為崑山附貢生。父宋基業為宋世瀧次子，出嗣叔父宋德賓。母為李仙根孫女（1678-1760）。宋敞為宋基業次子，有兄宋斆。宋敞為長洲監生，乾隆二年（1737年）任廣西武宣縣知縣，六年（1741年）調宣化縣知縣，十二年（1747年）升東蘭州知州，十四年（1749年）升桂林府知府，十六年（1751年）調鎮安府知府，十七年（1752年）調平樂府知府，誥授中憲大夫。二十五年（1760年）丁母憂，服闋，二十八年（1763年）任山東沂州府知府，後補河南河北道，三十年（1765年）因沂水縣鹽徒滋事事件失察回籍，四十三年（1778年）卒於家。

## 家庭
夫人為湖州南潯潘季馴裔孫潘尚智女；繼妻為漢軍江蘇布政使李世仁女；側室翁氏。有四子：宋孚恆、宋孚愷、宋孚怡及宋普。還有四女：長女嫁貢生浙江長興錢同焯；次女嫁廣西太平府知府山西絳州梁萬稷；三女嫁湖州張源曾；四女嫁上海李心睦。